# BS F-Zero Grand Prix
BS F-Zero Grand Prix (BS F-ZEROグランプリ?) è un videogioco del genere simulatore di guida pubblicato nel 1996 per Super Nintendo Entertainment System. Seguito di F-Zero, il gioco richiedeva la periferica Satellaview, un modem satellitare distribuito esclusivamente in Giappone.

## Modalità di gioco
BS F-Zero Grand Prix presenta i quindici tracciati presenti nel titolo precedente a cui si aggiungono quattro nuove piste, per un totale di 20 circuiti.

## Sequel
Nel 1997 il videogioco ha ricevuto un sequel dal titolo BS F-Zero Grand Prix 2 (BS F-ZEROグランプリ２?). Il titolo includeva una nuova lega contenente cinque tracciati, una modalità Gran Premio e un Practice mode.